# Das Model
"Das Model" (tot 2009 bekend als "Das Modell"; Engelse titel: "The Model") is een nummer van de Duitse band Kraftwerk. Het nummer werd uitgebracht op hun album The Man-Machine uit 1978. Dat jaar werd het nummer uitgebracht als de tweede single van het album.

## Achtergrond
"Das Model" is geschreven door Kraftwerk-leden Ralf Hütter en Karl Bartos in samenwerking met Emil Schult en geproduceerd door Hütter en een ander groepslid, Florian Schneider. Het verscheen oorspronkelijk op het album Die Mensch-Maschine. Ook stond een Engelse versie van het nummer onder de titel "The Model" op de Engelstalige versie van dit album, genaamd The Man-Machine.
"Das Model" werd in 1978 voor het eerst uitgebracht als single in Duitsland, maar werd geen grote hit. In 1981 werd de Engelstalige versie uitgebracht op de B-kant van de single "Computer Love", die plaats 36 bereikte in de Britse hitlijsten. Toen radio-dj's de B-kant van deze single begonnen te draaien, bracht EMI Music "The Model" - tegen de wensen van de band in - uit als A-kant van een single. In deze hoedanigheid stond het een week op de eerste plaats in de Britse hitlijsten en werd het ook een hit in een aantal andere landen. Zo werd in Duitsland de zevende plaats bereikt, terwijl het in Ierland op de vierde plaats piekte. In Nederland kwam het niet in de Top 40 terecht en bleef het steken op de veertiende plaats in de Tipparade, maar kwam het in de Nationale Hitparade tot plaats 41.

## Cover van Rammstein
Op 23 november 1997 bracht de Duitse tanzmetallband Rammstein een cover van "Das Model" uit onder de oorspronkelijke titel "Das Modell". De cover werd nooit uitgebracht op een studioalbum maar wel op het verzamelalbum 'Raritaten'. Deze versie bevat een gesproken intro door de Franse regisseur Mathilde Bonnefoy, waarin zij in het Frans de "nieuwe collectie" van de band aankondigt.
Op de single staan de tracks "Kokain" en "Alter Mann", die werden opgenomen tijdens de sessies voor Sehnsucht, maar niet op het album terechtkwamen. Ook staat een computerspel met de titel "Asche zu Asche" op de cd-single. Het nummer bereikte de vijfde plaats in Duitsland en kende ook successen in Oostenrijk en Zweden, waar het respectievelijk tot de plaatsen 18 en 41 in de hitlijsten kwam.

## Gesampled
Das Model werd in 1991 gesampled voor het nummer The Motiv van Genaside II.

## Hitnoteringen
Alle noteringen zijn behaald door de versie van Kraftwerk.

### Nationale Hitparade
| Hitnotering week 1: 02-12-1978 Hitnotering week 2 t/m 4: 27-02-1982 t/m 13-03-1982 | Hitnotering week 1: 02-12-1978 Hitnotering week 2 t/m 4: 27-02-1982 t/m 13-03-1982 | Hitnotering week 1: 02-12-1978 Hitnotering week 2 t/m 4: 27-02-1982 t/m 13-03-1982 | Hitnotering week 1: 02-12-1978 Hitnotering week 2 t/m 4: 27-02-1982 t/m 13-03-1982 | Hitnotering week 1: 02-12-1978 Hitnotering week 2 t/m 4: 27-02-1982 t/m 13-03-1982 | Hitnotering week 1: 02-12-1978 Hitnotering week 2 t/m 4: 27-02-1982 t/m 13-03-1982 | Hitnotering week 1: 02-12-1978 Hitnotering week 2 t/m 4: 27-02-1982 t/m 13-03-1982 |
| Week                                                                               | 1                                                                                  |                                                                                    | 2                                                                                  | 3                                                                                  | 4                                                                                  |                                                                                    |
| ---------------------------------------------------------------------------------- | ---------------------------------------------------------------------------------- | ---------------------------------------------------------------------------------- | ---------------------------------------------------------------------------------- | ---------------------------------------------------------------------------------- | ---------------------------------------------------------------------------------- | ---------------------------------------------------------------------------------- |
| Positie                                                                            | 43                                                                                 | uit                                                                                | 41                                                                                 | 41                                                                                 | 44                                                                                 | uit                                                                                |

### NPO Radio 2 Top 2000
| Nummer met noteringen in de NPO Radio 2 Top 2000 | '14  | '15  | '16  | '17  | '18  | '19 | '20  | '21  |
| ------------------------------------------------ | ---- | ---- | ---- | ---- | ---- | --- | ---- | ---- |
| The Model                                        | 1588 | 1609 | 1863 | 1982 | 1916 | -   | 1748 | 1950 |

1. ↑  Een '-' betekent dat het nummer niet was genoteerd en een vetgedrukt getal geeft de hoogste notering aan.
2. ↑  2014 was het eerste jaar met een notering voor dit nummer.
3. ↑  Deze tabel is bijgewerkt tot en met de laatste editie (2024).